# Trilepida
Trilepida is een geslacht van slangen uit de familie draadwormslangen (Leptotyphlopidae) en de onderfamilie Epictinae.

## Naam en indeling
De wetenschappelijke naam van de groep werd voor het eerst voorgesteld door Stephen Blair Hedges in 2011. Er zijn vijftien verschillende soorten, inclusief de pas in 2015 wetenschappelijk beschreven soort Trilepida pastusa. De slangen werden eerder aan andere geslachten toegekend, zoals Stenostoma, Glauconia, Leptotyphlops en Rena.
De geslachtsnaam Trilepida betekent vrij vertaald 'drie schubben' en slaat op het aantal supralabiale schubben.

## Verspreiding en habitat
De slangen komen voor in delen van Zuid-Amerika en leven in de landen Guyana, Suriname, Brazilië, Venezuela, Ecuador, Panama, Colombia en Frans-Guyana. De habitat bestaat uit droge tropische en subtropische bossen, vochtige tropische en subtropische berg- en laaglandbossen, vochtige savannen, droge tropische en subtropische scrublands en graslanden. Ook in door de mens aangepaste streken zoals stedelijke gebieden en landelijke tuinen kunnen de dieren worden aangetroffen.

## Beschermingsstatus
Door de internationale natuurbeschermingsorganisatie IUCN is aan twaalf soorten een beschermingsstatus toegewezen. Acht soorten worden beschouwd als 'veilig' (Least Concern of LC) en drie soorten als 'onzeker' (Data Deficient of DD). De soort Trilepida anthracina ten slotte wordt gezien als 'kwetsbaar' (Vulnerable of VU).

## Soorten
Het geslacht omvat de volgende soorten, met de auteur en het verspreidingsgebied.
| Naam                     | Auteur                                                            | Verspreidingsgebied                                                            | Beschermingsstatus |
| ------------------------ | ----------------------------------------------------------------- | ------------------------------------------------------------------------------ | ------------------ |
| Trilepida affinis        | Boulenger, 1884                                                   | Venezuela                                                                      | Niet geëvalueerd   |
| Trilepida anthracina     | Bailey, 1946                                                      | Ecuador                                                                        |                    |
| Trilepida brasiliensis   | Laurent, 1949                                                     | Brazilië                                                                       |                    |
| Trilepida brevissima     | Shreve, 1964                                                      | Colombia                                                                       |                    |
| Trilepida dimidiata      | Jan, 1861                                                         | Guyana, Suriname, Brazilië, mogelijk in Venezuela                              | Niet geëvalueerd   |
| Trilepida dugandi        | Dunn, 1944                                                        | Colombia                                                                       |                    |
| Trilepida fuliginosa     | Passos, Caramaschi & Pinto, 2006                                  | Brazilië                                                                       |                    |
| Trilepida guayaquilensis | Orejas-Miranda & Peters, 1970                                     | Ecuador                                                                        |                    |
| Trilepida jani           | Pinto & Fernandes, 2012                                           | Brazilië                                                                       |                    |
| Trilepida joshuai        | Dunn, 1944                                                        | Colombia                                                                       |                    |
| Trilepida koppesi        | Amaral, 1955                                                      | Brazilië                                                                       |                    |
| Trilepida macrolepis     | Peters, 1857                                                      | Panama, Colombia, Venezuela, Guyana, Suriname, Frans-Guyana, Brazilië, Ecuador |                    |
| Trilepida nicefori       | Dunn, 1946                                                        | Colombia                                                                       |                    |
| Trilepida pastusa        | Salazar-Valenzuela, Martins, Amador-Oyola & Torres-Carvajal, 2015 | Ecuador                                                                        | Niet geëvalueerd   |
| Trilepida salgueiroi     | Amaral, 1955                                                      | Brazilië                                                                       |                    |